# Die Unerschrockenen
Die Unerschrockenen (Untertitel: Einsatz in der Flammenhölle) ist ein US-amerikanischer Spielfilm des Regisseurs Andrew V. McLaglen aus dem Jahr 1968. Er basiert auf der Geschichte des Feuerwehrmannes Red Adair, der auf das Löschen brennender Ölquellen spezialisiert war. Er gründete nach 15 Jahren Berufserfahrung 1959 seine eigene Firma und entwickelte neue revolutionäre Methoden, um brennende Öl- und Gasquellen zu löschen. Adair galt schnell als Bester seines Faches und löschte im Laufe der Jahre über 1000 solcher Brände. Er war auch in Kuwait im Einsatz, nachdem irakische Soldaten dort bei ihrem Abzug zahlreiche Ölbrände gelegt hatten.

## Handlung
An einem Silvesterabend wird die Buckman Company, eine auf das Löschen von Gas- und Ölbränden spezialisierte Firma, zu einer brennenden Ölquelle gerufen. Der Brand kann zwar gelöscht werden, doch wird Firmeninhaber Chance Buckman bei dem Einsatz schwer verletzt. Daraufhin holt Greg Parker Liz Buckman, die Tochter Chance Buckmans, an dessen Krankenbett. Die beiden hatten sich nach der Scheidung ihrer Eltern fast aus den Augen verloren. Greg Parker und Liz Buckman verlieben sich, und als Greg bei einem späteren Einsatz vor den Augen Liz’ fast getötet wird, will Buckman seine Firma schließen und in die Firma seines Freundes Jack Lomax wechseln. Greg lehnt dies ab und übernimmt die Firma, die künftig als Parker Company weiter firmiert.
Als bei einem Einsatz in Venezuela Terroristen auf einem Ölfeld gleich fünf Quellen in Brand stecken, muss Chance Buckman, der inzwischen wieder mit seiner Ex-Frau Madeline zusammen ist, mit seiner Erfahrung helfen. Madeline kann diesmal die Angst um ihren Mann, an der die erste Ehe gescheitert ist, überwinden, weil sie ihn beim Einsatz begleitet.

## Synchronisation
Die Synchronfassung entstand bei der Berliner Synchron GmbH. Das Dialogbuch schrieb Fritz A. Koeniger. Regie führte Hans Dieter Bove.
| Darsteller              | Rolle                 | Synchronsprecher  |
| ----------------------- | --------------------- | ----------------- |
| John Wayne              | Chance Buckman        | Heinz Engelmann   |
| Jim Hutton              | Gregory „Greg“ Parker | Randolf Kronberg  |
| Jay C. Flippen          | Jack Lomax            | Paul Wagner       |
| Katharine Ross          | Liz Buckman           | Marianne Lutz     |
| Edward Faulkner         | George Harris         | Michael Chevalier |
| Pedro Gonzalez Gonzalez | Hernando              | Gerd Duwner       |
| John Alderson           | Jim Hatch             | Heinz Giese       |
| Bruce Cabot             | Joe Horn              | Hans W. Hamacher  |
| Vera Miles              | Madeline Buckman      | Agi Prandhoff     |

## Kritik
Das Lexikon des internationalen Films urteilte, dass der Film eine „[r]outiniert inszenierte Mischung aus Abenteuer- und Problemfilm mit spannenden Szenen“ sei, allerdings „auch Längen“ habe. Negativ fielen „einige unterschwellige chauvinistische und patriotische Klänge“ auf. Der Evangelische Filmbeobachter beanstandet zwar, dass sich der Film zu sehr auf die Wirkung der Flammen verlasse und dabei Spiel und Buch vernachlässige, hält ihm aber zugute, dass er stellenweise spannend sei.

## Besonderes
- Die Filmcrew drehte für den Film einen echten Einsatz von Red Adair und seinem Team, der von der Produktionsfirma Universal bezahlt wurde. Noch bevor dieser Film in die Kinos kam, hatte John Wayne den Film Der Marshall abgedreht, für den er den Oscar als bester Hauptdarsteller bekam.
- In der amerikanischen Originalfassung heißt die Tochter von Chance Buckman mit Vornamen „Tish“. In der deutschen Fassung wurde der Name in „Liz“ geändert.